# Šestanovac
Šestanovac je općina u južnoj Hrvatskoj, u Splitsko-dalmatinskoj županiji. Poznata je kao čvorište Autoceste A1.

## Općinska naselja
Šestanovac se sastoji od 5 naselja (stanje 2006.), to su: Grabovac, Katuni, Kreševo, Šestanovac i Žeževica.

## Zemljopis

### Klima
Klima je mediteranska.

#### Prosječne temperature
- siječanj: 5 °C
- srpanj: 25 °C

## Stanovništvo

### Popis 2011.
Prema popisu stanovništva iz 2011. godine, Općina Šestanovac ima 1958 stanovnika. Većina stanovništva su Hrvati s 99,54 %, a po vjerskom opredijeljenju većinu od 99,49 % čine pripadnici katoličke vjere.

### Popis 2001.
Prema popisu iz 2001. godine, Šestanovac ima 2685 stanovnika.

### Popis 1991.
Općinska naselja su 1991. godine bila u sastavu tadašnje općine Omiš i brojila su sveukupno 3318 stanovnika.[nedostaje izvor]
| broj stanovnika | 2876  | 3702  | 3521  | 4338  | 4725  | 5199  | 5463  | 5327  | 5161  | 5345  | 4973  | 4833  | 3789  | 3318  | 2685  | 1958  | 1669  |
|                 | 1857. | 1869. | 1880. | 1890. | 1900. | 1910. | 1921. | 1931. | 1948. | 1953. | 1961. | 1971. | 1981. | 1991. | 2001. | 2011. | 2021. |

| broj stanovnika |       |       | 94    | 97    | 108   | 67    |       | 247   | 428   | 807   | 588   | 788   | 383   | 572   | 530   | 426   | 371   |
|                 | 1857. | 1869. | 1880. | 1890. | 1900. | 1910. | 1921. | 1931. | 1948. | 1953. | 1961. | 1971. | 1981. | 1991. | 2001. | 2011. | 2021. |

## Uprava
Načelnik općine je Martin Merčep (HDZ-HSP). Zapadni dio općine, sela Katuni, Kreševo i Šestanovac gravitiraju gradu Omišu, no ponajviše Splitu, dok istočni dio općine, sela Žeževica i Grabovac gravitiraju gradu Imotskom.

## Povijest
Mjesto Šestanovac je novijeg postanka. Nastalo je na križanju dviju cestovnih prometnica (Split-Blato n/C-Imotski i Omiš-Dubci-Zadvarje-Cista Provo). Ime je dobilo prema obližnjem zaseoku Šestanima.

## Gospodarstvo
poljodjelstvo, stočarstvo, trgovina.

## Poznate osobe
- dr. fra Karlo Balić
- Aleksa Dundić
- dr. Matko Marušić
- karikaturist Joško Marušić
- fra Mate Nikola Roščić
- Davor Štern
- prof. dr sc. Ante Vukasović, najpoznatiji hrv. pedagog

- Živko Trogrlić, hrv. nogometni sudac

## Spomenici i znamenitosti
- spomenik dr. Franji Tuđmanu (kod župne crkve na granici sela Kreševa i Katuna)
- replika špilje Gospe Lurdske kod župske crkve u Žeževici
- papina bista
- najveća krunica na svijetu (napravljena od balota) (kod župne crkve na granici sela Kreševa i Katuna)[7]
- križni put s velikim križem (u selu Kreševu)

## Kulturne manifestacije
- kulturno-zabavna manifestacija Zagore Ono što je nekad bilo (od 2008.), na prostoru Santrića avlije; u Santrića avliji održava se i borba bikova[8][9]
- Šestanovačko kulturno ljeto, u organizaciji Udruge "Za ljepši i bolji život Šestanovčana“, održava se u kolovozu. Kulturna manifestacija u mjestu nakon 50 godina.[10]

## Obrazovanje
- OŠ dr. fra Karlo Balić
- Dječji vrtić

## Udruge
- KUD Radobilja" Kreševo-Katuni (Udruga gangaša)
- Ekološka udruga "Radobiljski vrisak" Katuni

## Vanjske poveznice
- Službene stranice općine Šestanovac
- Šestanovački portal
- OŠ dr. fra Karlo Balić - Šestanovac
- Dugi Rat Online Kreševo-Katuni: Seoska olimpijada u Radobilji